# 아시모리번

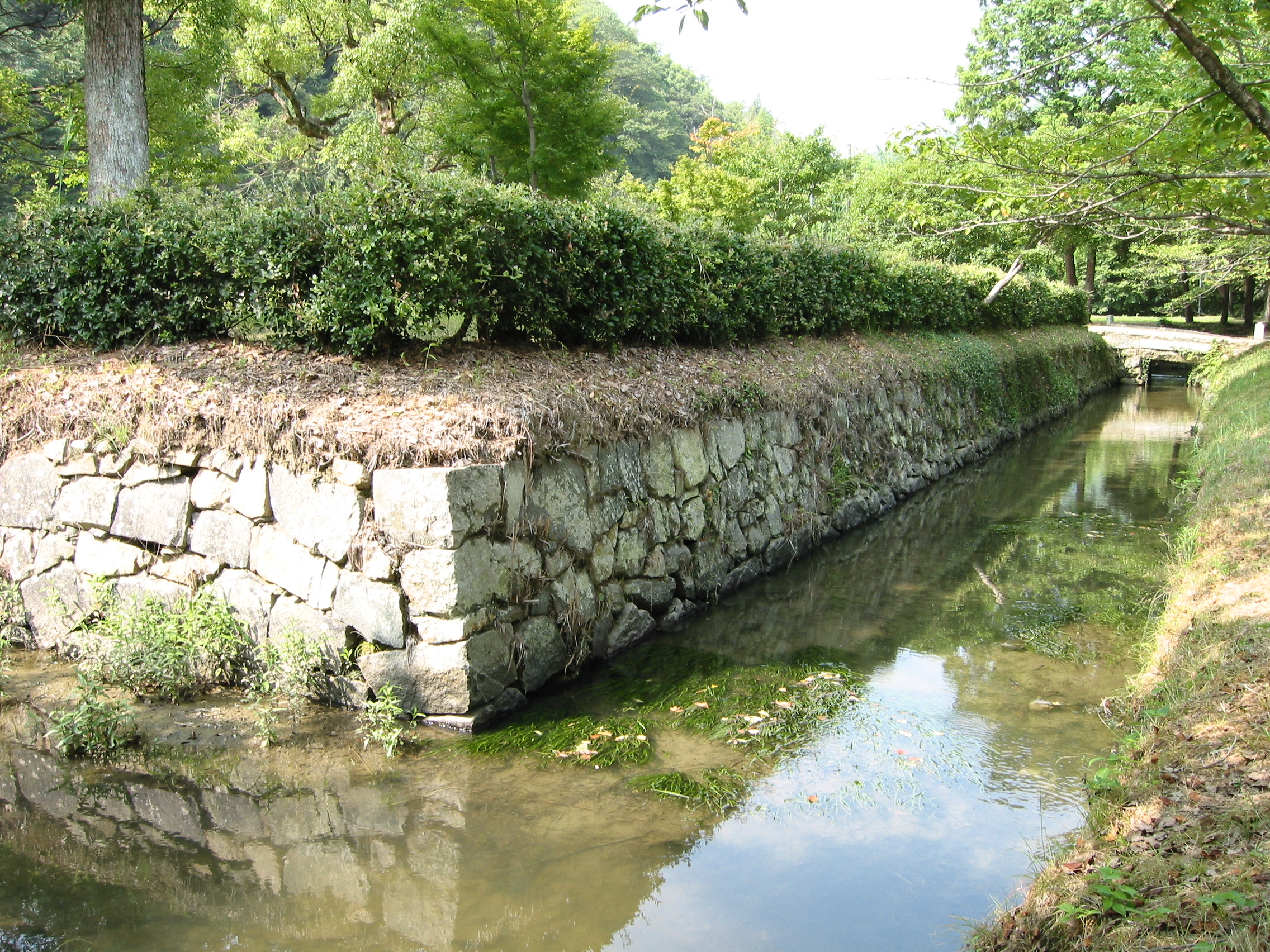
진야 유적

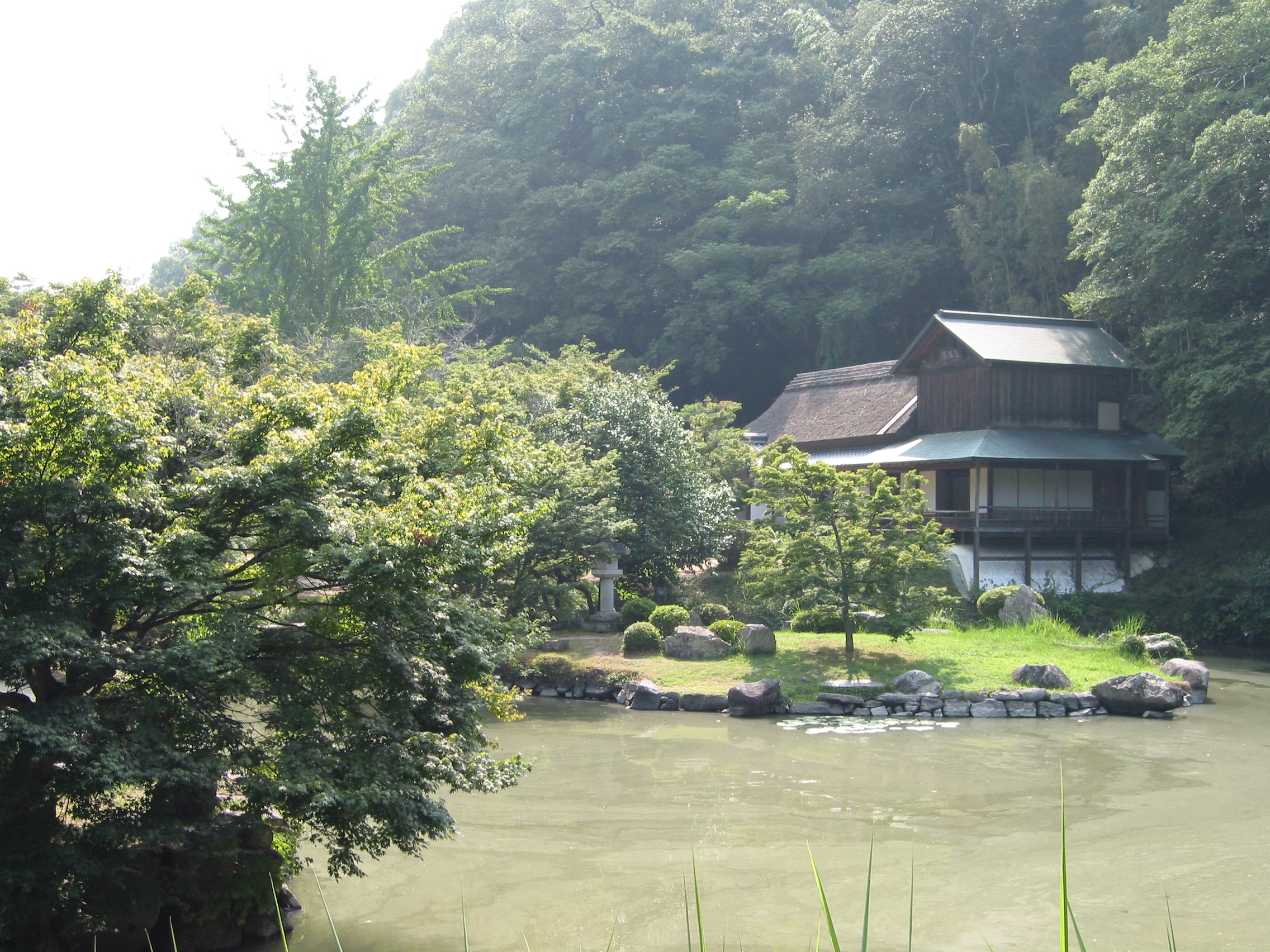
번주 정원 오미즈엔(近水園)

아시모리번(일본어: 足守藩 あしもりはん[*])은 빗츄국 카야군 및 죠보군 일부를 다스린 번이다. 한때는 영지의 대부분이 무츠국으로 옮겨졌다. 번청은 아시모리 진야 (오카야마현 오카야마시 키타구 아시모리)에 있었다.

## 번의 역사
도요토미 히데요시의 정실 키타노만도코로의 오빠이자, 하리마국 히메지성주 2만 5천석의 키노시타 이에사다가 게이초 6년 (1601년), 이곳으로 2만 5천석으로 전봉됨에 따라 입번, 아시모리에 진야를 세웠다. 게이초 13년 (1608년)에 이에사다가 죽자, 막부는 영지를 아들 카츠토시와 토시후사에게 분할하여 물려받을 것을 지시했으나, 카츠토시가 독점하자, 막부 명령 위배를 이유로 게이초 14년 (1609년)에 개역되었다.
이듬해 게이초 15년 (1610년)에는 인척인 아사노 나가마사의 차남 나가아키라가 2만 4천석으로 들어오지만, 게이초 18년 (1613년)에 형 요시나가가 사망하자 아사노 종가와 본번 키슈번 37만 6천석을 상속하였기 때문에, 아시모리는 일시적으로 공의어료가 되었다.
겐나 원년 (1615년)에는 키노시타 토시후사가 오사카 전투에서의 공에 의해 재차 2만 5천석으로 아시모리에 들어와, 이후 에도 시대를 통해 키노시타 가문이 12대 256년간 다스렸다.
아시모리번 번주 키노시타가는 고다이인 (키타노만도코로)의 일가 친척으로, 이에사다의 3남 노부토시 (카츠토시, 토시후사의 동생)을 시조로하는 분고국 히지번과 함께 오사카 전투 이후에도 도요토미씨를 칭하는 것이 허락되었다. 수령은 빗츄국 내의 죠보군과 카야군으로 구성되어 있었다. 그러나, 9대 토시요시의 간세이 11년 (1799년), 수령 중 약 2만 2천석이 무츠국 다테군, 시노부군으로 옮겨졌기 때문에, 그렇게 풍부하지 않았던 번의 재정은 궁지에 몰렸다. 이 이후, 구 영지 회복이 역대 번주의 소원이 된다. 11대 토시치카의 덴포 2년 (1831년), 탄원한 보람이 있어서인지 이전 영지의 약 절반이 카야군 내로 돌려졌다. 빗츄국내 구 영지를 모두 회복한 것은 유신 이후인 메이지 3년 (1870년)에 이르러서였다.
곧 메이지 4년 (1871년), 폐번치현이 되어, 아시모리현, 후카츠현, 오다현을 거쳐 오카야마현에 편입되었다. 번주 가문은 메이지 2년에 마지막 번주 토시유키가 판적봉환으로 번지사가 되어 화족에 올랐으며, 메이지 17년에 자작에 올랐다.
또한, 아시모리번에서는 에도 막부 말기에 데키주쿠를 열은 오가타 코안이 태어난 곳이다.

## 역대 번주

### 키노시타가
토자마 다이묘 2만 5천석 (1601년 ~ 1609년)
  1. 키노시타 이에사다 (木下家定) 종5위하 히고노카미
  2. 키노시타 카츠토시 (木下勝俊) 종4위하 좌근위권소장 - 이에사다의 장남
  2. 키노시타 토시후사 (木下利房) 종5위하 궁내소보 - 이에사다의 차남

### 아사노가
토자마 다이묘 2만 4천석 (1610년 ~ 1613년)
  1. 아사노 나가아키라 (浅野長晟) 종5위하 타지마노카미 - 나가마사의 차남

### 공의어료
(1613년 ~ 1614년)

### 키노시타가
토자마 다이묘 2만 5천석 (1615년 ~ 1871년)
  2. 키노시타 토시후사 (木下利房) 종5위하 궁내소보 - 재임
  3. 키노시타 토시마사 (木下利当) 종5위하 아와지노카미 - 토시후사의 장남
  4. 키노시타 토시사다 (木下利貞) 종5위하 아와지노카미 - 토시마사의 장남
  5. 키노시타 킨사다    (木下㒶定) 종5위하 히고노카미 - 토시사다의 장남 (「㒶」은 「八」밑에 「白」)
  6. 키노시타 토시키요 (木下利潔) 종5위하 미노노카미 - 토시사다의 차남인 후지에(藤栄)의 3남
  7. 키노시타 토시타다 (木下利忠) 종5위하 히고노카미 - 토시키요의 장남
  8. 키노시타 토시토라 (木下利彪) 종5위하 아와지노카미 - 토시타다의 차남
  9. 키노시타 토시요시 (木下利徽) 관위 불명          　　 - 토시토라의 장남
 10. 키노시타 토시노리 (木下利徳) 종5위하 히고노카미 - 이세 츠번주 토도 타카사토의 7남
 11. 키노시타 토시치카 (木下利愛) 종5위하 히고노카미 - 토시요시의 차남
 12. 키노시타 토시유키 (木下利恭) 종5위하 이와미노카미 - 토시치카의 차남

## 가로
- 키노시타씨

```
토시야스
 - 
토시스케
 - 
토시토모
 - 토시스케(利翼) …… 토시나오(利直) (男也)
```

- 키노시타씨 (키타키토시타가)

```
利古 - 利忠 - 利峰 - 利屋 - 利綱 - 権之助
```

- 스기하라씨 (구성 세가와(瀬川))

```
마사카타
 = 
마사나가
 - 
마사타다
 - 
후사마사
 = (우마노죠) - 
카게마사
 = 
마사쿠니
 - 
마사사다
```

- 스기하라씨 (구성 신도(進藤))

```
마사카츠
 - 
카츠오키
 - 
요시나카
 - 
나카히데
 - 
마사하루
 - 
마사즈미
 - 
토시마사
 - 메이지로(明治郎)
```

## 아시모리 관광
- 오미즈엔 (近水園) : 진야 근처에 있는 다이묘 정원
- 아시모리 문고 : 번주 유품, 번의 자료 수장, 전시
- 키노시타 리겐의 생가
- 가로 스기하라가 구 저택
- 상가 후지타 센넨지 저택
- 오가타 코안 탄생지
- 다이코지 (大光寺) : 키노시타가 보다이지

## 아시모리와 문예
- 소설 『검객상점(剣客商売)』 (이케나미 쇼타로作)

아시모리 키노시타가가 주인공 아키야마 코베에의 비호자가 되었다고 여겨지고 있다.

## 막부 말기의 영지
- 빗츄국
  - 카야군 34개 마을
- 무츠국 (이와시로국)
  - 시노부군 11개 마을 (제 1차 후쿠시마현에 편입)

메이지 유신 이후, 빗츄국 츠우군 6개 마을 (구 막부령 3개 마을, 하타모토령 3개 마을), 츠보야군 1개 마을 (구 막부령), 카야군 11개 마을 (구 막부령 7개 마을, 하타모토령 4개 마을)이 추가되었다.

## 관련목록
- 히지번 (키노시타가)

## 같이 보기
- 폐번치현